# Sumpkrokodil
Sumpkrokodilen (Crocodylus palustris) är en stor krokodil som förekommer i Indien, Pakistan, Sri Lanka, Bangladesh, Nepal, och södra Iran. Tidigare levde arten även i västra Myanmar men den är antagligen utdöd där. Sumpkrokodilen når ibland 420 meter över havet.

## Beskrivning
Den kan ibland överstiga fem meter i längd.
Arten har många plåtar med knölar på bålen. De är hos ungdjur ljusa med mörkare fläckar och hos de full utvecklade individerna mörkt olivgröna. Buken har en enhetlig ljus färg.
De flesta ryggradsdjur som närmar sig vatten för att dricka är potentiellt byte för sumpkrokodiler. De har anfallit människor i enstaka fall; barn som leker i vattnet är speciellt sårbara. 
Individer som lever i samma region etablerar en hierarki. Hannar strider om rätten att para sig genom att slå med svansarna mot varandra. Ibland är det tillräckligt när den kraftigare hannen visar sin dominans genom att lyfta nosen.
Sumpkrokodilen vistas främst i sjöar, floder och träskmarker med sötvatten. I Sri Lanka hittas den även i mangrove med bräckt vatten. Krokodilen jagar fiskar och groddjur samt vattenlevande fåglar och mindre däggdjur. Liksom hos andra krokodiler skapar honor högar av växtdelar intill vattenansamlingar. Parningen sker under regntiden och sedan läggs upp till 30 ägg. De har en längd av cirka 7 cm och är ungefär 4 cm breda. I motsats till de flesta andra arter av krokodiler där enbart honan vakar över ungarna hjälper hannen hos sumpkrokodilen till att ta hand om ungarna.
Ungdjur stannar vanligen ett år i området där de föddes. De blir oftast könsmogna under sjätte levnadsåret.

## Status
Sumpkrokodilen hotas av habitatförstöring när jordbruksmark etableras och i samband med andra landskapsförändringar. Trots förbud jagas den för lädrets skull och för olika kroppsdelar som ska ha läkande egenskaper enligt den traditionella asiatiska medicinen. Arten dödas även av fiskare som betraktar den som konkurrent.
Denna krokodil listas av CITES i appendix I som förbjuder handel med alla kroppsdelar och några avelsprogram startades för att återintroducera arten i sitt ursprungliga utbredningsområde. IUCN uppskattar att hela beståndet minskade med 30 procent under de senaste 75 åren (räknad från 2013) och listar sumpkrokodilen som sårbar (VU).